# Николаев, Николай Сергеевич
Николай Сергеевич Николаев (1904—1991) — советский учёный в области химии и технологии неорганических соединений фтора, доктор химических наук, профессор, заслуженный деятель науки и техники РСФСР, лауреат Сталинской премии 1951 г.
Родился в декабре 1904 года в Воронеже, сын коллежского советника Сергея Николаевича Николаева (1868-1943) - преподавателя гимназий №1 и №2 (в 1915 году - статский советник, директор гимназии в г. Козлов).
Окончил МВТУ (1927).
До 1939 года работал в Ленинграде, первые несколько лет — в институте проектирования предприятий цветной металлургии, участвовал в проектировании Полевского криолитового завода на Урале.
Затем во Всесоюзном алюминиево-магниевом институте (ВАМИ), где организовал Лабораторию фтористых соединений. Занимался разработкой технологических процессов производства жидкого фтористого водорода, плавиковой кислоты, фтористых солей.
В 1936—1939 гг. сотрудник Института галургии, участвовал в разработке технологии обеспечения заводов алюминиевой промышленности фтористыми солями.
В 1939—1943 гг. работал в Москве в аппарате Наркомата цветной металлургии СССР в качестве специалиста по технологии фтористых соединений.
С 1943 года старший научный сотрудник Института общей и неорганической химии АН СССР. Под руководством академика И. В. Тананаева провёл фундаментальные исследования физико-химических свойств жидкого фтористого водорода и систем на его основе.
Участник советской ядерной программы. Лауреат Сталинской премии по Постановлению СМ СССР № 4964-2148сс/оп (06.12.1951) (официальная формулировка — за разработку методов борьбы с коррозией на диффузионном заводе).
С 1954 по 1974 г. руководил организованной им Лабораторией химии фтора и фторидов редких элементов. Основными задачами было изучение новых классов химических соединений: фторкислот и оксифторкислот, фторидов циркония и гафния, фторплатинатов и ионных фторидов, галогенфторидов и других. Такие же лаборатории создал в Новосибирске (ИНХ СО АН СССР), Душанбе (Институт химии Таджикской ССР), Одессе (университет).
По совместительству преподавал в Институте цветных металлов им. М.И.Калинина. В 1965 г. утверждён в учёном звании профессора по кафедре неорганической химии.
Руководил подготовкой и защитой диссертаций 25 кандидатов и трех докторов наук.
Лауреат Премии им. А. Н. Курнакова АН СССР.
Заслуженный деятель науки и техники РСФСР. Награждён орденом Трудового Красного Знамени(1951).
Брат - архитектор Николаев, Иван Сергеевич.
Сочинения:
- И. И. Черняев, Н. С. Николаев, Е. Г. Ипполитов, “Новый путь получения гексафторплатинатов”, Докл. АН СССР, 130:5 (1960),  1041–1043
- Н. С. Николаев, Е. Г. Ипполитов, “О получении гексафторида рения фторированием металла трифторидом хлора”, Докл. АН СССР, 134:2 (1960),  358–359
- И. В. Тананаев, Н. С. Николаев, Ю. А. Лукьянычев, А. А. Опаловский, “Химия фторидов урана”, Усп. хим., 30:12 (1961),  1490–1522
- Н. С. Николаев, Е. Г. Ипполитов, “Синтез комплексных фторидов шестивалентного рения”, Докл. АН СССР, 136:1 (1961),  111–113
- В. С. Первов, Н. С. Николаев, “Успехи фторной калориметрии”, Усп. хим., 45:4 (1976),  640–660